# Камерота
Камеро̀та (на италиански: Camerota; на неаполитански: Cammarota, Камарота) е градче и община в Южна Италия, провинция Салерно, регион Кампания. Разположено е на 422 m надморска височина. Населението на общината е 6757 души (към 2013 г.).